# Konoida
Konoida je Catalanova ploskev na kateri vsaka premica, ki pomaga ustvarjati ploskev, seka fiksno premico, ki jo imenujemo os konoide. Če so vse tvorilke pravokotne na to os, potem se konoida imenuje prava konoida. 
Zgled: hiperbolični paraboloid z = xy je konoida (prava konoida), ki ima za svoji osi x-os in y-os. 
Konoida se lahko opiše s parametričnimi enačbami
{\displaystyle x=v\cos u+lf(u),\quad y=v\sin u+mf(u),\quad z=nf(u)\,}
kjer je
- {ℓ, m, n} vektor, ki je vzporeden z osjo konoide
- {\displaystyle f(u)} je funkcija

kadar je l = m = 0 in n = 1 je konoida prava konoida.